# Cate Shortland

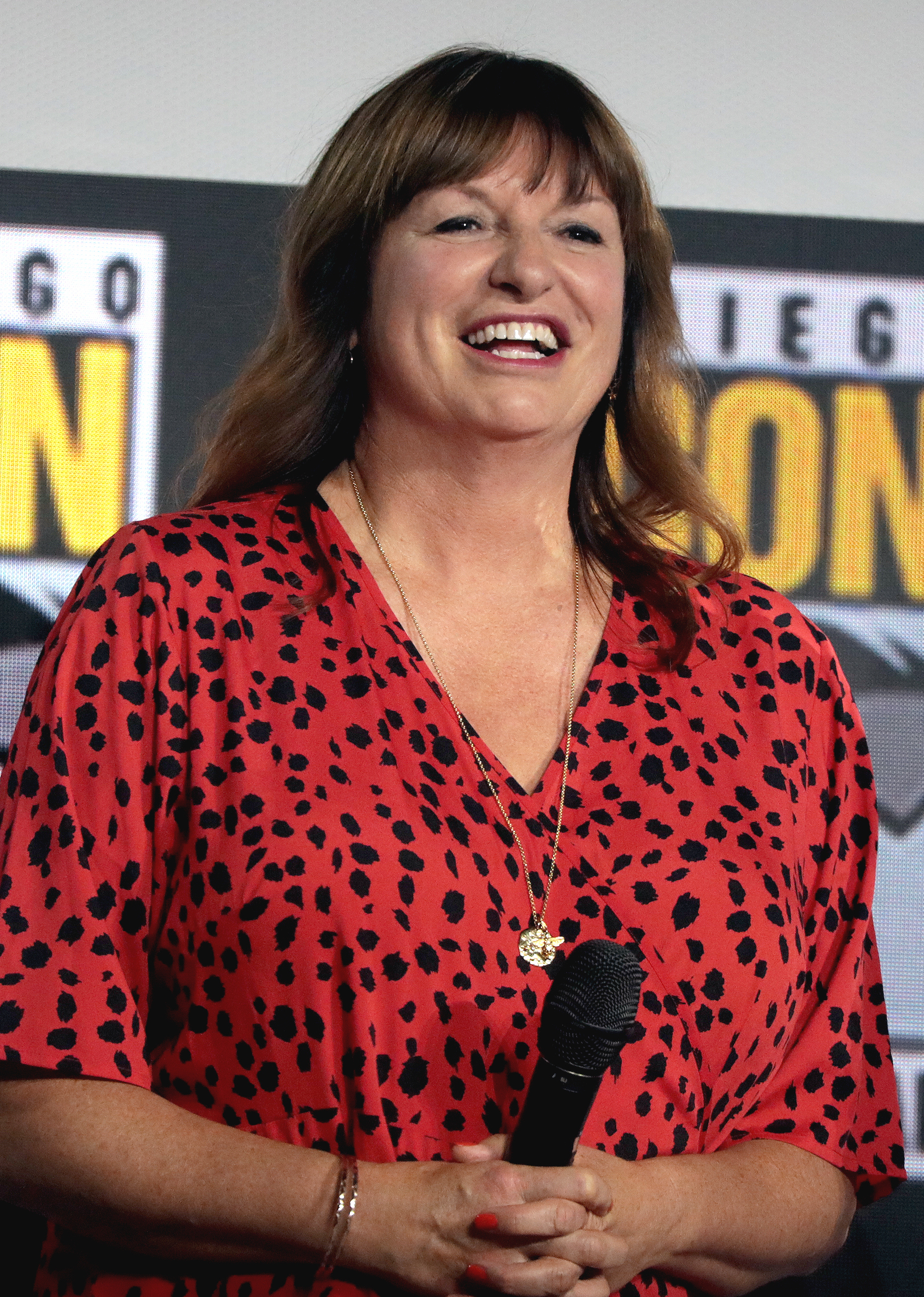
Cate Shortland auf der San Diego Comic-Con im Juli 2019

Cate Shortland (* 10. August 1968 in Temora, New South Wales, Australien) ist eine australische Autorin und Regisseurin für Fernsehen und Film.

## Leben
Shortland machte ihren Abschluss an der Australian Film Television and Radio School, wo sie den Southern Star Award als vielversprechende Studentin erhielt. In den Jahren 2001 bis 2002 führte sie bei mehreren Folgen der Fernsehserie The Secret Life of Us des kommerziellen australischen Senders Network Ten Regie. 2004 gewann ihr Jugenddrama Somersault – Wie Parfum in der Luft zahlreiche Auszeichnungen. Ihr in Deutschland gedrehter Spielfilm Lore ist die offizielle australische Einreichung für die Oscarverleihung 2013 in der Kategorie „Bester fremdsprachiger Film“. Ende Juni 2017 wurde Shortland ein Mitglied der Academy of Motion Picture Arts and Sciences.

## Filmografie
Kurzfilme:
- 1995: Strap on Olympia
- 1998: Pentuphouse
- 2000: Flower Girl
- 2000: Joy

Spielfilme:
- 2004: Somersault – Wie Parfum in der Luft (Somersault)
- 2009: The Silence (Fernsehfilm)
- 2012: Lore
- 2017: Berlin Syndrom (Berlin Syndrome)
- 2021: Black Widow

## Auszeichnungen (Auszug)
- 2004: Somersault – Wie Parfum in der Luft in Un Certain Regard der Internationalen Filmfestspiele von Cannes 2004
- 2012: Lore, Prix du Public UBS des Internationalen Filmfestivals von Locarno
- 2012: Lore, Hessischer Filmpreis, Kategorie Bester Spielfilm
- 2012: Lore, Beste Nachwuchsregie, 57. Semana Internacional de Cine de Valladolid (Spanien)